# Dudu (ur. 1980)
Eduardo Francisco de Silva Neto (ur. 2 lutego 1980) – brazylijski piłkarz występujący na pozycji napastnika.

## Kariera piłkarska
Od 1999 roku występował w Vitória, Guarani FC, Botafogo, Kalmar, América, Cruzeiro EC, Seongnam Ilhwa Chunma, FC Seoul, Tombense, Omiya Ardija, Figueirense, Duque de Caxias, Boavista, Bragantino, Bonsucesso, Nova Iguaçu, Rio Branco-ES i Portuguesa-RJ.